# サルナスの滅亡
『サルナスの滅亡』（サルナスのめつぼう、The Doom that Came to Sarnath）は、ハワード・フィリップス・ラヴクラフトの小説。ラヴクラフト神話、クトゥルフ神話、ドリームランドのシリーズの一編。

## 概要
1919年に執筆され、1920年6月の同人誌『ザ・スコット』44号に発表された。後に『マーヴァル・テイルズ・オブ・サイエンス・アンド・ファンタシイ』1935年3・4月号に掲載され、作者没後に『ウィアード・テールズ』1938年6月号に再録された。
作者は、夢に見た情景を小説として執筆したものであると、友人ギャラモ宛の1919年12月11日付書簡にて述べている。同様に執筆された作品は他にも存在する。
翻訳者の大瀧啓裕は、ダンセイニ卿からの影響が大きいことを指摘しつつ、かつ濃厚なホラーである点が際立って異なると解説する。

## 作品内容
ムナール地方という、非現実風の土地を舞台としている。後年発表の作品にて、ドリームランドを舞台としているということが判明する。

### あらすじ
ムナールの地では、両生類めいた種族が灰色の石造都市イブを築き、水蜥蜴神ボクラグを崇拝していた。やがて人間たちがムナールに移り住んで幾つかの町を作り、湖畔にはサルナスの都市が建造される。サルナスの民は、イブの種族を忌まわしく思い、軍を出兵させ、彼らを滅ぼす。ボクラグの神像は戦利品に持ち帰られたが、大神官が怪死を遂げ、神像は行方不明となる。
サルナスは大いに栄え、幾多の年月が経過する。サルナスでは毎年イブの滅亡を祝う祭りが開かれた。そして千年目の大祝祭の夜、事が起こる。ボクラグの呪いがサルナスに降りかかり、サルナス5000万の民は全員が奇怪な水蜥蜴のごとき姿に変貌する。祭りに訪れていた都市外の者たちは、おぞましい恐怖を目撃し語り継いだ。完全に廃都と化したサルナスは水没し、跡地には水蜥蜴が這い回るのみとなる。ボクラグの神像が再発見され、怒りを恐れた人々は神像を祀る。

### 用語
- ゾ＝カラル、タマシュ、ロボン - サルナス三神。名前のみで詳細不明[注 1]。

- イブの生物（スーム＝ハー[注 2]） - 緑色の醜悪な両生類種族。体は柔らかく、人間の軍によって容易に駆逐された。

- ボクラグ - イブの生物たちが崇拝していた神。水棲の大蜥蜴の姿をしている。

### 収録
- 創元推理文庫『ラヴクラフト全集7』大瀧啓裕訳「サルナスの滅亡」
- 学研『夢魔の書』「サルナスをみまった災厄」
- 国書刊行会『定本ラヴクラフト全集1』「サーナスの災厄」
- 星海社FICTIONS『未知なるカダスを夢に求めて 新訳クトゥルー神話コレクション4』森瀬繚訳「サルナスに到る運命」

## 関連作品
- 大いなる帰還 - ブライアン・ラムレイ作品。ムナールが、ドリームランドではなく目覚めの世界の中東地域に存在する。
- Beneath the Moors - 同上。『大いなる帰還』を長編化したもの。